# 石井雄輔
石井 雄輔（いしい ゆうすけ、1991年6月25日 - ）は、神奈川県出身のプロサッカー選手。ポジションは、フォワード。

## 来歴
流通経済大学付属柏高校を卒業後、流通経済大学へ進学。3年時は、関東サッカーリーグ1部に所属するクラブ・ドラゴンズでプレーした。
2014年より、大学で同期の丸本侑平、水木将人と共に藤枝MYFCへ入団。2015年、カンボジア・リーグのポリス・コミッサリーFCに移籍。

## 所属クラブ
ユース経歴
- FCコラソン・インファンチル[3]
- 流通経済大学付属柏高等学校
- 流通経済大学
  - 2012年 クラブ・ドラゴンズ

プロ経歴
- 2014年  藤枝MYFC
- 2015年 -  ポリス・コミッサリー

## 個人成績
| 国内大会個人成績 | 国内大会個人成績 | 国内大会個人成績 | 国内大会個人成績 | 国内大会個人成績 | 国内大会個人成績 | 国内大会個人成績 | 国内大会個人成績 | 国内大会個人成績 | 国内大会個人成績 | 国内大会個人成績 | 国内大会個人成績 |
| 年度             | クラブ           | 背番号           | リーグ           | リーグ戦         | リーグ戦         | リーグ杯         | リーグ杯         | オープン杯       | オープン杯       | 期間通算         | 期間通算         |
| 年度             | クラブ           | 背番号           | リーグ           | 出場             | 得点             | 出場             | 得点             | 出場             | 得点             | 出場             | 得点             |
| 日本             | 日本             | 日本             | 日本             | リーグ戦         | リーグ戦         | リーグ杯         | リーグ杯         | 天皇杯           | 天皇杯           | 期間通算         | 期間通算         |
| ---------------- | ---------------- | ---------------- | ---------------- | ---------------- | ---------------- | ---------------- | ---------------- | ---------------- | ---------------- | ---------------- | ---------------- |
| 2012             | ドラゴンズ       | 11               | 関東1部          |                  |                  | -                | -                | -                | -                |                  |                  |
| 2014             | 藤枝             | 9                | J3               | 23               | 2                | -                | -                | 2                | 0                | 25               | 2                |
| 通算             | 日本             | 日本             | J3               | 23               | 2                | -                | -                | 2                | 0                | 25               | 2                |
| 通算             | 日本             | 日本             | 関東1部          |                  |                  | -                | -                | -                | -                |                  |                  |
| 総通算           | 総通算           | 総通算           | 総通算           |                  |                  | -                | -                |                  |                  |                  |                  |

その他の公式戦
- 2014年
  - 静岡県サッカー選手権大会 1試合1得点

- Jリーグ初出場 - 2014年4月26日 J3第8節 対Y.S.C.C.横浜（藤枝総合運動公園サッカー場）
- Jリーグ初得点 - 2014年5月18日 J3第12節 対Jリーグ・アンダー22選抜（藤枝総合運動公園サッカー場）

## タイトル

### クラブ
流通経済大学付属柏高等学校
- 高円宮杯全日本ユース(U-18)サッカー選手権大会 (2007年)
- 全国高等学校サッカー選手権大会 (2007年)
- 全国高等学校総合体育大会サッカー競技大会 (2008年)

流通経済大学
- 総理大臣杯全日本大学サッカートーナメント (2013年)